# Horologium-Superhaufen

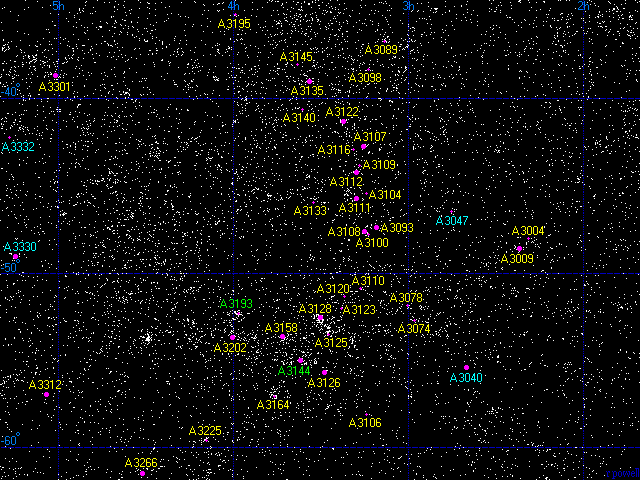
Horologium-Superhaufen

Der Horologium-Superhaufen (auch bekannt als Horologium-Reticulum-Superhaufen), bestehend aus SCl 48 und SCl 49, ist mit 550 Millionen Lichtjahren Durchmesser und der Masse von 1017 Sonnenmassen der größte bekannte Superhaufen. Die Koordinaten sind Rektaszension 03h 19m und Deklination −50° 02′, und er erstreckt sich über einen Winkelbereich von 12° × 12°. Der am nächsten bei uns liegende Teil des Superhaufens ist 700 Millionen Lichtjahre (Rotverschiebung=0,063) entfernt (hauptsächlich die auf dem Bild unten liegenden Haufen). Das andere Ende ist 1,2 Milliarden Lichtjahre von der Erde entfernt (vor allem die Haufen oben im Bild).
Der Horologium-Superhaufen liegt in den Sternbildern Horologium und Eridanus. Er umfasst etwa 5.000 Galaxiengruppen (30.000 Galaxien und 300.000 Zwerggalaxien). Der Superhaufen enthält auch den Galaxienhaufen Abell 3266, einen der größten am Südsternhimmel. Die Karte zeigt jeden Galaxienhaufen, welcher heller als die scheinbare Helligkeit 17 ist.